# Max Sargent
Max Sargent – amerykański aktor pornograficzny.

## Życiorys

### Kariera
Pierwszą propozycję wystąpienia w filmie pornograficznym otrzymał w 1984, jednak odrzucił ofertę. W branży debiutował w 2015, mając 49 lat. Jest głównie aktorem aktywnym, jednak wystąpił jako aktor pasywny w filmach In Daddy’ Arms i Principal z 2015, Fathers and Sons 5 i Package z 2016, Sex Neighbour z 2017 oraz Daddy Issues 2 i Riding My Son’s Cock z 2018.
W 2017 był nominowany do nagrody Grabby w kategorii „Najlepsza scena seksu triolizmu” (z Dirkiem Caberem i Hunterem Marxem w filmie Package). W 2018 był nominowany do nagrody GayVN w kategorii „Najlepszy aktor wspierający” (za rolę w filmie Daddy Issues).

### Życie prywatne
Był żonaty z Norweżką, był też w ośmioletnim związku z Japończykiem oraz był związany z aktorem pornograficznym Mikiem Gaite’em.